# ブルー・ゴールド 狙われた水の真実
『ブルー・ゴールド 狙われた水の真実』（原題：Blue Gold: World Water Wars）は、2008年のアメリカ映画（日本では2010年公開）。モード・バーロウとトニー・クラークによる告発本『「水」戦争の世紀』をベースとしたドキュメンタリー映画である。

## キャスト
- モード・バーロウ
- トニー・クラーク
- オスカル・オリビエラ

## スタッフ
- 監督：サム・ボッゾ（英語版）
- ナレーション：マルコム・マクダウェル